# Tokuhei Sada
Tokuhei Sada (japonès: 佐田徳平)  (Nagoya, 1909 - Toyonaka, 17 de desembre de 1933) va ser un nedador japonès que va competir durant la dècada de 1920. Sada va créixer a Nagoya i es graduà a la Universitat de Meiji.
El 1928 va prendre part en els Jocs Olímpics d'Amsterdam, on va disputar els 4x200 metres lliures del programa de natació. En ella va guanyar la medalla de plata, formant equip amb Nobuo Arai, Katsuo Takaishi i Hiroshi Yoneyama.